# Iregszemcse
Iregszemcse es un pueblo ubicado en el distrito de Tamási, en el condado de Tolna, Hungría.

## Superficie
Posee una superficie de 58,34 kilómetros cuadrados.

## Demografía
Hasta 2019 la población era de 2544 habitantes, con una densidad de población de 43,61 habitantes por kilómetro cuadrado.